# 阿尔瓦雷杜什
阿尔瓦雷杜什是葡萄牙布拉干萨区的一个堂区。总面积6.36平方公里，总人口83人，人口密度13.1人/平方公里。